# OR2Z1
Olfaktorni receptor 2Z1 je protein koji je kod ljudi kodiran OR2Z1 genom.
Olfaktorni receptori formiraju interakcije sa molekulima mirisa u nosu, čime se inicira neuronski respons koji izaziva percepciju mirisa. Oni su odgovorni za prepoznavanje i G proteinima posredovanu transdukciju mirisnih signala. Proteini olfaktornih receptora su članovi velike familije G protein spregnutih receptora (GPCR). Poput mnogih receptora za neurotransmitere i hormone, olfaktorni receptori imaju strukturu 7-transmembranskog domena. Oni su kodirani genima sa jednim eksonom. Geni olfaktornih receptora su najveća familija genoma. Nomenklatura gena i proteina olfaktornih receptora je nezavisna od drugih organizama.

## Literatura
- Fuchs T; Malecova B; Linhart C;  . (2003). „DEFOG: a practical scheme for deciphering families of genes”. Genomics. 80 (3): 295—302. PMID 12213199. doi:10.1006/geno.2002.6830.
- Malnic B, Godfrey PA, Buck LB (2004). „The human olfactory receptor gene family”. Proc. Natl. Acad. Sci. U.S.A. 101 (8): 2584—9. PMC 356993 . PMID 14983052. doi:10.1073/pnas.0307882100.

## Spoljašnje veze
- OR2Z1+protein,+human на 